# Listen to Your Heart
Listen to Your Heart är en sång som den svenska popduon Roxette spelade in på sitt album Look Sharp! från 1988 samt på en singel som släpptes samma år. Den 4 november 1989 toppade den hitlistan Billboard Hot 100 i USA.
Melodin låg på Trackslistan i tio veckor under perioden 8 oktober 1988-7 januari 1989, med andraplats som högsta placering.
Sången skrevs av Per Gessle och Mats "MP" Persson när en kompis till Per hade problem i sitt äktenskap.
Roxette spelade in videon till "Listen to Your Heart" i Borgholms slottsruin på Öland.
"Listen to Your Heart" användes då det politiska partiet Občanské fórum i Tjeckoslovakien gjorde reklam, då kommunismen föll.
D.H.T. spelade 2005 in en cover på "Listen to Your Heart" som nådde åttonde plats på Billboard Hot 100 i augusti 2005.
Roxettes version fanns 2005 med i TV-serien Reunion.
Den 3 oktober 2006 delade Broadcast Music Incorporated ut pris till Per Gessle och Mats "MP" Persson för att sången spelats tre miljoner gånger på radio i USA. Det tog nio år att nå två miljoner gånger och åtta år till att nå tre miljoner gånger. Totala oavbrutna speltiden var 27 år. Coverversionen av D.H.T. räknas med.
Den 7 oktober 2008 delade Broadcast Music Incorporated ut priset igen till Per Gessle och Mats "MP" Persson för att låten spelats över fyra miljoner gånger på radio i USA inkluderat D.H.T. 
"Habla El Corazón", en spanskspråkig text, släpptes i mars 2007 av mexikanskan Yuridia, som spelade in en coverversion av sången på sitt andra soloalbum "Habla El Corazón". Sången blev snabbt ofta spelad i radio och nådde framgångar på den digitala försäljningslistan, och debuterade på 89:e plats på mexikanska topp 100, veckans högsta debut. Som bäst har ännu 58:e plats nått. Veckan med den 28 april 2007 debuterade "Habla El Corazon" i USA, på listan Hot Latin Songs på 50:e plats. Det var första gången hon hade en singel på en USA-lista.
Vissångaren Lars Demian gjorde 2009 en högst personlig tolkning på låten. Den återfinns på albumet Att inte vara Pär Gezzle.
Den svenska dj:n INÉZ släppte en tropical house-influerad version av låten den 13 januari 2017.

## Listplaceringar
| Land              | Lista                            | Topplacering |
| ----------------- | -------------------------------- | ------------ |
| Australien        | ARIA Top 50 Singles              | 10           |
| Österrike         | Ö3 Austria Top 40                | 2            |
| Kanada            | RPM                              | 1            |
| Tyskland          | GFK Entertainment                | 7            |
| Belgien(Flandern) | Ultratop 40                      | 3            |
| Nya Zeeland       | Recorded Music NZ Top 40 Singles | 11           |
| Sverige           | Sverigetopplistan                | 3            |
| Schweiz           | Schweizer Hitparade              | 8            |
| Storbritannien    | UK Singles Chart                 | 4            |
| USA               | Billboard 100                    | 1            |

## Certifieringar
| Land    | Certifikat | Datum           | Ref    |
| ------- | ---------- | --------------- | ------ |
| Sverige | Guld       | 6 februari 1989 | [ 15 ] |

### Fotnoter
1. ↑  ”Roxette”. Arkiverad från originalet den 24 augusti 2011. https://web.archive.org/web/20110824031633/http://www.roxette.se/discography.php. Läst 22 maj 2011.
2. ↑  ”Svensk mediedatabas”. http://smdb.kb.se/catalog/id/001473411. Läst 14 juni 2011.
3. ↑  ”Tracks Lördag 12 november 1988”. Sveriges Radio. http://sverigesradio.se/sida/topplista.aspx?programid=2696&date=1988-11-12. Läst 19 juni 2015.
4. ↑  ”2008 BMI London Awards Winning Songs”. BMI.com. http://www.bmi.com/news/entry/537308. Läst 16 oktober 2015.
5. ↑  ”Roxette – Listen to your heart” (på engelska). australian-charts.com. http://australian-charts.com/showitem.asp?interpret=Roxette&titel=Listen+To+Your+Heart&cat=s. Läst 19 juni 2015.
6. ↑  ”Roxette – Listen to your heart” (på tyska). austriancharts.at. http://austriancharts.at/showitem.asp?interpret=Roxette&titel=Listen+To+Your+Heart&cat=s. Läst 19 juni 2015.
7. ↑  ”Roxette – Listen to your heart” (på engelska). Library and Archives Canada. Arkiverad från originalet den 20 juni 2015. https://web.archive.org/web/20150620115207/http://www.collectionscanada.gc.ca/rpm/028020-119.01-e.php?&file_num=nlc008388.6587&type=1&interval=20&PHPSESSID=vr1b249qifulqf7o89r60belg6. Läst 19 juni 2015.
8. ↑  ”Roxette – Listen to your heart” (på tyska). offiziellecharts.de. https://www.offiziellecharts.de/titel-details-2039. Läst 19 juni 2015.
9. ↑  ”Roxette – Listen to your heart” (på nederländska). ultratop.be. http://www.ultratop.be/nl/song/7f7/Roxette-Listen-To-Your-Heart. Läst 19 juni 2015.
10. ↑  ”Roxette – Listen to your heart” (på engelska). charts.org.nz/. https://charts.nz/showitem.asp?interpret=Roxette&titel=Listen+To+Your+Heart&cat=s. Läst 19 juni 2015.
11. ↑  ”Roxette – Listen to your heart” (på engelska). swedishcharts.com. http://www.swedishcharts.com/showitem.asp?interpret=Roxette&titel=Listen+To+Your+Heart&cat=s. Läst 19 juni 2015.
12. ↑  ”Roxette – Listen to your heart” (på tyska). hitparade.ch. http://hitparade.ch/song/Roxette/Listen-To-Your-Heart-2039. Läst 19 juni 2015.
13. ↑  ”Listen to Your Heart, Chart history” (på engelska). officialcharts.com. http://www.officialcharts.com/search/singles/listen%20to%20your%20heart/. Läst 19 juni 2015.
14. ↑  ”Billboard Hot 100 4 november 1989” (på engelska). Billboard. http://www.billboard.com/charts/hot-100/1989-11-04. Läst 19 juni 2015.
15. ↑  ”Guld/Platina 1987-1998” (pdf). ifpi. Arkiverad från originalet den 21 maj 2012. https://web.archive.org/web/20120521214300/http://www.ifpi.se/wp/wp-content/uploads/guld-platina-1987-1998.pdf. Läst 19 juni 2015.